# Wilcze Gardło
Wilcze Gardło (deutsch Glaubensstatt) ist ein Stadtteil von Gliwice in Polen. Er liegt am südwestlichen Stadtrand, etwa acht Kilometer vom Stadtzentrum und anderthalb Kilometer südlich der Abfahrt Gliwice-Ostropa der Autostrada A4.

## Geographie

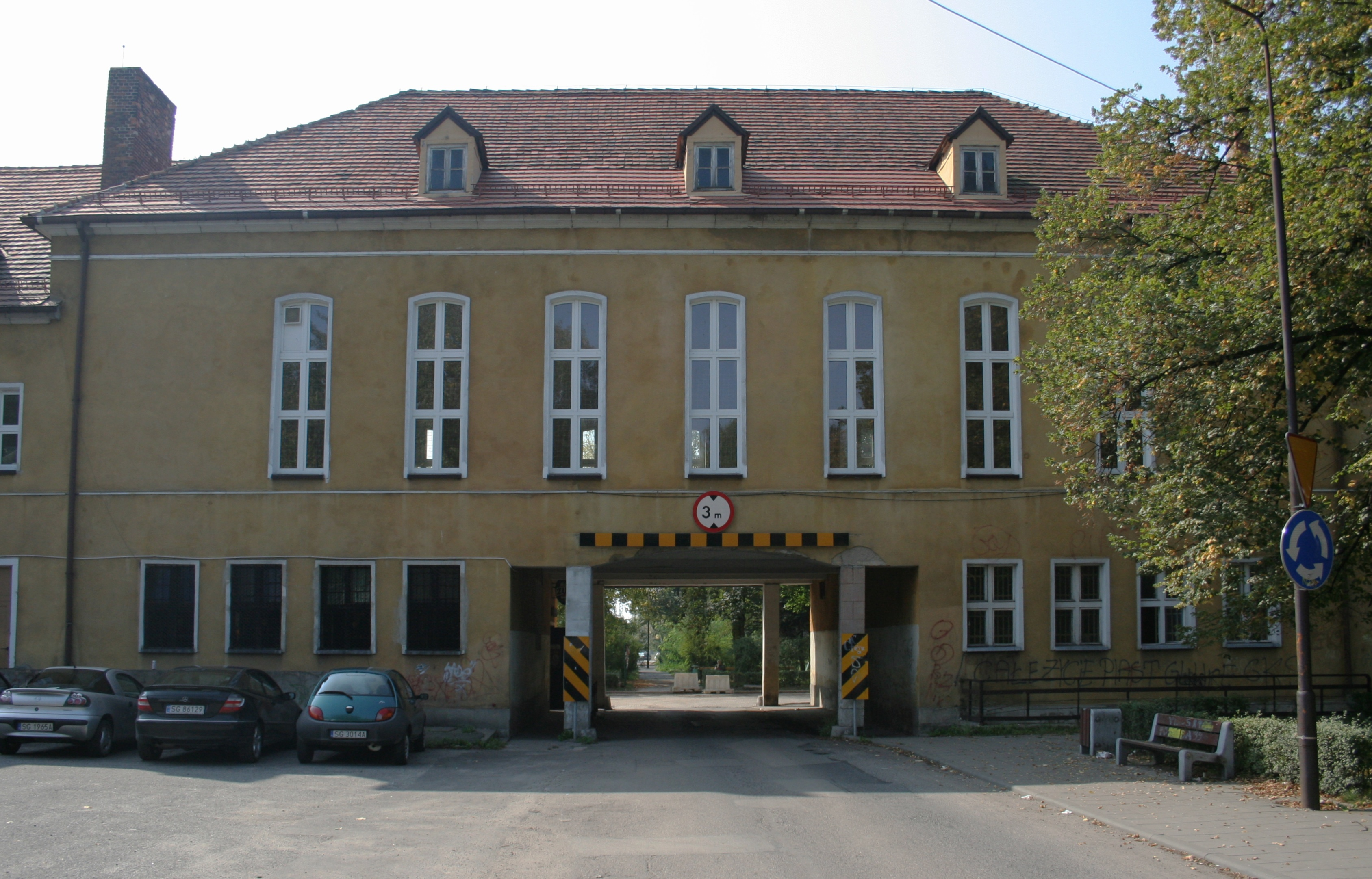
Das Torhaus

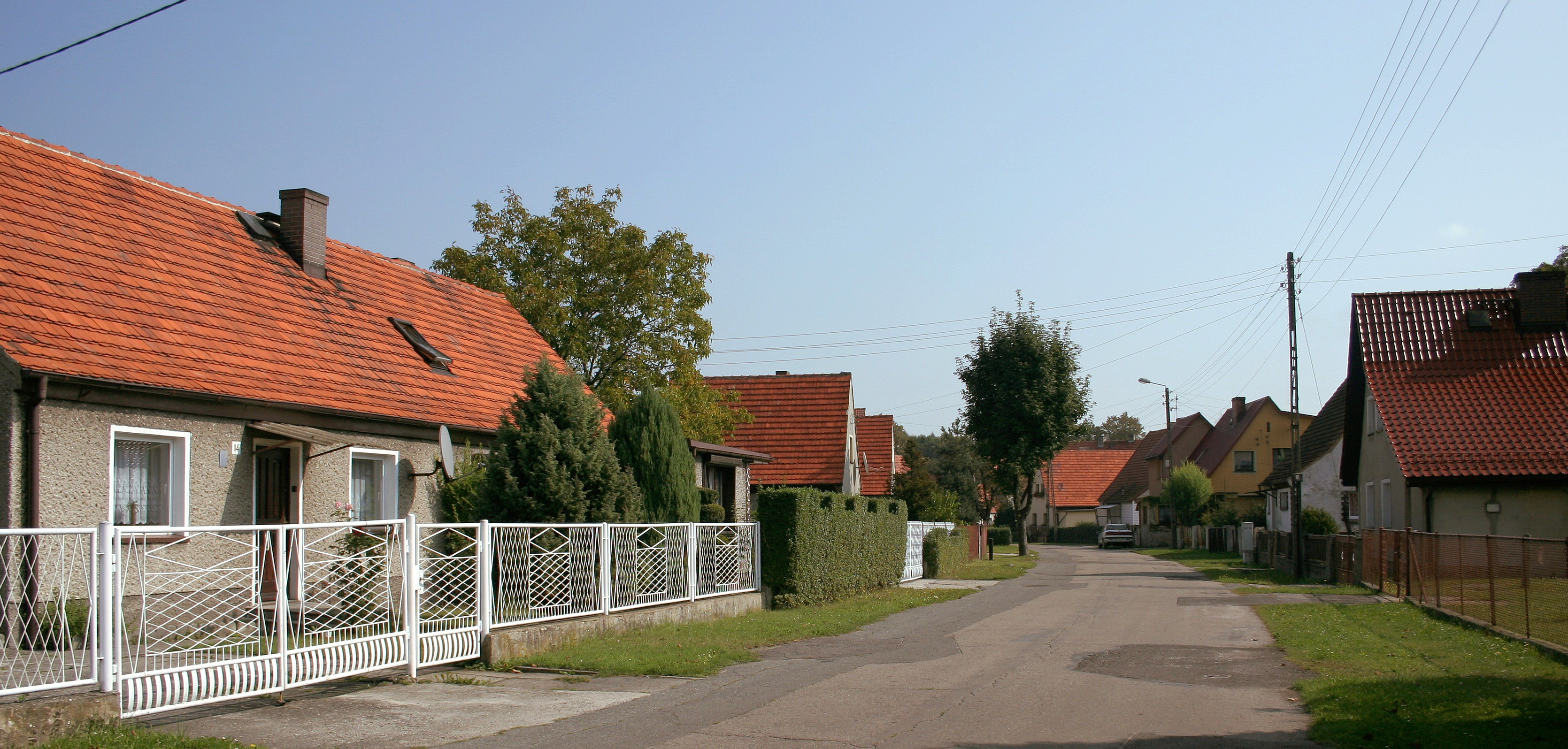
Wohnhäuser

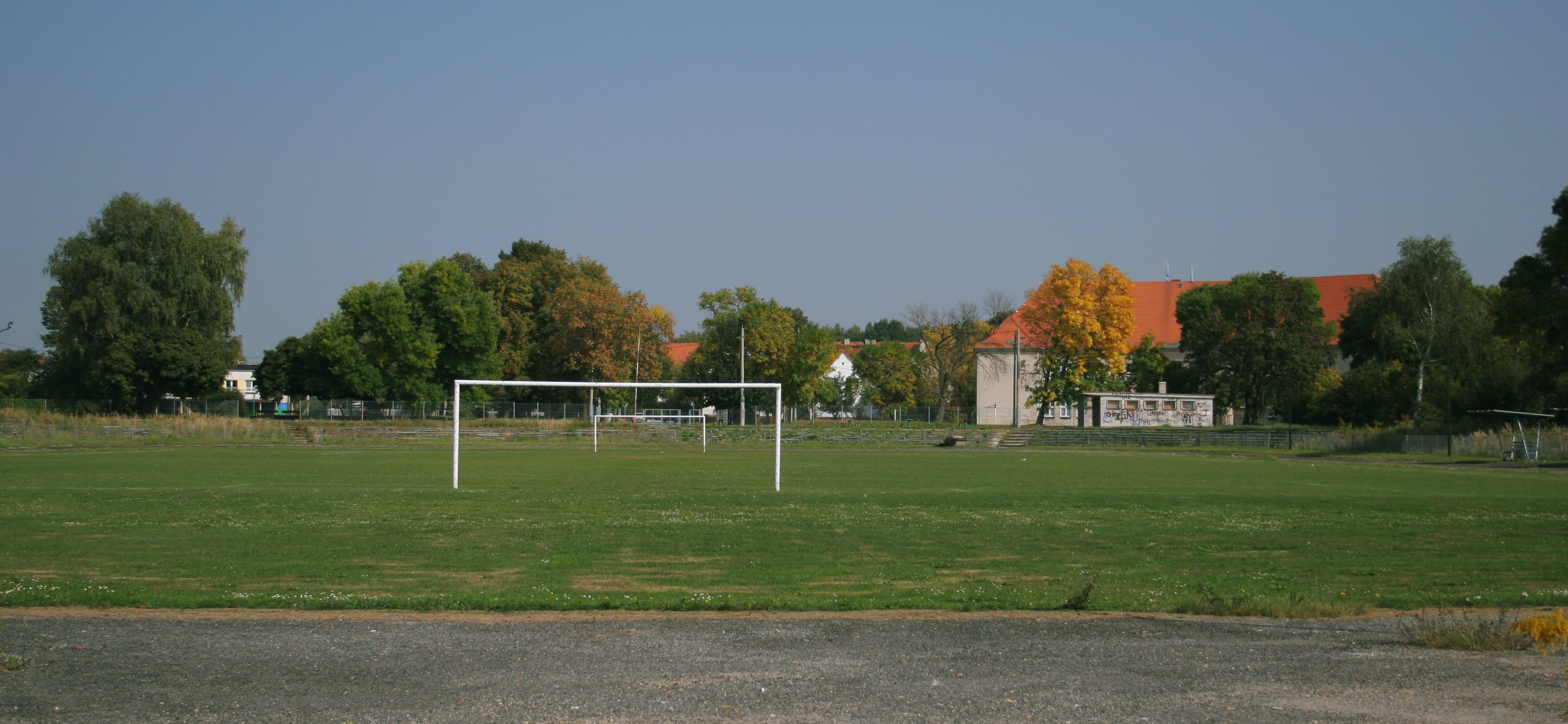
Der Sportplatz in der Ortsmitte

Nachbarorte sind Kolonia Leśna im Norden, Żernica im Osten, Smolnica im Süden sowie Sośnicowice im Westen.

## Geschichte
Auf den Fluren des Dorfes Eichenkamp (bis 1936: Smolnitz) bei Gleiwitz in Oberschlesien entstand zwischen 1937 und 1941 in einem Waldgelände südlich von Ostropa nach den Plänen des Beuthener Architekten Rudolf Fischer die SA-Siedlung Eichenkamp, eine Wohnsiedlung für Angehörige der SA und SS, in der 1939 erst 26 Menschen lebten. Während des Zweiten Weltkrieges wurde die Siedlung vollendet und bezogen. Nach der Fertigstellung des nordöstlichen Karrees wurde die Anlage am 1. April 1941 mit insgesamt 63,7353 ha der Gemarkungen Im Dorfe und Nördlich vom Dorfe der Gemeinde Eichenkamp zur neuen Gemeinde Glaubensstatt erhoben.
Kern der quadratischen Siedlung mit Länge von 750 m bildete ein dezentraler Platz mit einer Abmessung von 100 × 150 m, von dem eine Straße zur südlichen Hauptachse führte. Die Anlage wurde von zwei rechtwinklig zueinander verlaufenden  Hauptstraßen durchzogen, die am westlichen und südlichen Rand angelegt wurden. Von diesen Hauptstraßen führten Querstraßen ins Innere.
Die damalige Gemeinde Glaubensstatt war Sitz der NS Volkspflegeschule Glaubensstatt, die am 21. Januar 1945 wegen der Kriegsereignisse evakuiert wurde.
Nach dem Ende des Zweiten Weltkrieges wurde die Gegend polnisch, die kurz zuvor eingezogenen Bewohner hatten bereits beim Herannahen der Front Glaubensstatt verlassen. In die leerstehende Siedlung, die die polnischen Bewohner der Nachbarorte Wilcze Gardło (zu deutsch Wolfsrachen) nannten, wurden dann ab 1948 polnische Bergmannsfamilien aus Lothringen, die aus Frankreich ausgewiesen wurden und nach Polen zurückkehrten, angesiedelt. Der im Volksmund entstandene Name Wilcze Gardło wurde zur offiziellen Ortsbezeichnung und 1952 erhielt die Siedlung den Status einer Gemeinde. Der Ort wurde zu einer Arbeitersiedlung am Rande der Stadt Gliwice und seine Einwohnerzahl wuchs rasch an. Am 1. Januar 1956 erhielt Wilcze Gardło den Status einer stadtartigen Siedlung. 1961 hatte der Ort 1653 Einwohner. 1970 lebten 1559 Menschen in Wilcze Gardło. Bis zu ihrer  Eingemeindung nach Gliwice im Jahre 1975 war die Siedlung mit 0,64 km² die kleinste Gemeinde in Polen.

## Sehenswürdigkeiten
- Schrotholzkirche St. Bartolomäus im Nachbarort Smolnica